# جنغارك بايين
جنغارك بايين (بالفارسية: جنگارک پایین) هي قرية تقع في البلدة المركزية في إيران. يقدر عدد سكانها بـ 231 نسمة بحسب إحصاء 2016.